# Скидельский, Леонтий Соломонович
Леонтий Соломонович, или Семенович (Лейба Шимонович) Скидельский (1845, Слоним, Гродненская губерния — 8 октября 1916, Одесса, Херсонская губерния, Российская империя) — предприниматель, купец первой гильдии, крупный строительный подрядчик, владелец многочисленных предприятий.

## Биография
Леонтий Соломонович (при рождении Лейба Шимонович) Скидельский родился в 1845 году в городе Слоним Гродненской губернии. Леонтий Соломонович происходил из рода Скидельских, получивший своё название от города Скидель. По национальности был евреем.

### Предпринимательская деятельность
Был одарён большими предпринимательскими качествами, поэтому в 1893 году он, проигнорировав закон о проживании евреев в черте оседлости, появляется в Южно-Уссурийском крае. Там Леонтию Соломоновичу удается получить государственный подряд на строительство Северо-Уссурийского участка железной дороги Владивосток-Хабаровск, где проявляет себя профессионалом, ввиду острой нехватки специалистов на Дальневосточном участке Транссибирской магистрали. Его труды не были не замечены, поэтому, в 1896 году, в качестве купца первой гильдии, Скидельский был причислен к г. Владивостоку, и вместе со всей семьей окончательно поселился здесь. В нём он основывает собственную компанию, строящую промышленные, портовые и мастерские здания, а также доходные дома и особняки. Компания стремительно развивалась благодаря современному оснащению и вскоре вышла на международный уровень, открыв сначала отделения в Харбине, потом в Кобе и позже в Лондоне. Его предприятия жертвовали средства на развитие медицины и образования, на помощь раненым и больным и на финансирование Общества изучения Амурского края. За свои заслуги Леонтий Скидельский был награждён в 1908 году орденом Святой Анны третьей степени, а в 1910 году был удостоен звания потомственного почётного гражданина Владивостока.

### г. Артём
Стоит отметить вклад Скидельского в развитии города Артёма. В 1913 году, рядом с хутором Ходосевича, им были заложены три шахты и построен рабочий посёлок, получившие название Зыбунные копи. В течение 1914 года посёлок становится лидером по добыче угля, благодаря мощной механизации шахт во всей Приморской области. Уже при советской власти быстрорастущему поселку был присвоен статус города.